# Kiehl's
Kiehl's es una marca de cosméticos estadounidense que se especializa en productos para el cuidado de piel, cuerpo y cabello. Fundada como farmacia en el vecindario East Village de Nueva York en 1851, Kiehl's fue adquirida por el grupo L'Oréal en el año 2000, llegando a inaugurar más de treinta tiendas alrededor del mundo. A diferencia de su competencia, Kiehl's se distingue por su publicidad poco convencional, su clientela masculina excepcionalmente grande y los sencillos embalajes de sus productos.

## Historia
Creada en 1851 por John Kiehl, Kiehl's comenzó como una farmacia homeopática en la esquina de la Tercera Avenida con la Calle Trece, en el barrio East Village de Nueva York. En 1921, Irving Morse, un ex aprendiz y emigrante judío ruso que había estudiado farmacología en la Universidad de Columbia, adquirió la tienda. Morse contribuyó a desarrollar varios productos Kiehl's que todavía se comercializan, como la Blue Astringent Herbal Lotion y la Creme de Corps.
El hijo de Irving, Aaron Morse, quien también estudió farmacología en Columbia, se hizo cargo de la tienda en los años 1960. Al más joven de los Morse se le atribuye haber llevado la marca desde la oscuridad de la década del 50 al reconocimiento internacional como una exclusiva tienda de cosméticos naturales en los 80. Aaron convirtió la tradicional farmacia que prefería su padre para desarrollar líneas de productos para el cuidado de la piel. Al morir, en 1995, su escritorio y algunas de sus antiguas motocicletas comenzaron a ser exhibidas en la tienda. Para entonces, la hija de Aaron, Jami Morse Heidegger, llevaba siete años operando el negocio familiar. Descrita como una comerciante astuta, ella utilizó el «boca a boca» y las muestras gratis para promover sus productos en vez de la publicidad convencional.